# Ravinia belforti
Ravinia belforti är en tvåvingeart som först beskrevs av Prado och Fonseca 1932.  Ravinia belforti ingår i släktet Ravinia och familjen köttflugor. Inga underarter finns listade i Catalogue of Life.